# Liste des conseillers départementaux de la Sarthe
 (avril 2015).
Pour un article plus général, voir Conseil départemental de la Sarthe.

## Liste des conseillers départementaux de laSarthedepuis 2015
| Canton             | Conseillers               | Parti | Parti |
| ------------------ | ------------------------- | ----- | ----- |
| Bonnétable         | Véronique Cantin          |       | DVD   |
| Bonnétable         | Thierry Lemonnier         |       | DVD   |
| Changé             | Dominique Aubin           |       | LR    |
| Changé             | Patrick Desmazières       |       | LR    |
| Château-du-Loir    | Béatrice Pavy-Morançais   |       | LR    |
| Château-du-Loir    | Régis Vallienne           |       | LR    |
| Écommoy            | Marie-Pierre Brosset      |       | LR    |
| Écommoy            | Samuel Chevallier         |       | DVD   |
| La Ferté-Bernard   | Jean-Carles Grelier       |       | LR    |
| La Ferté-Bernard   | Marie-Thérèse Leroux      |       | DVD   |
| La Flèche          | Michèle Juguin-Laloyer    |       | PS    |
| La Flèche          | Laurent Hubert            |       | DVG   |
| Loué               | Fabien Lorne              |       | LR    |
| Loué               | Catherine Paineau         |       | DVD   |
| Le Lude            | François Boussard         |       | DVD   |
| Le Lude            | Brigitte Lecor            |       | DVD   |
| Mamers             | Frédéric Beauchef         |       | LR    |
| Mamers             | Monique Nicolas Liberge   |       | UDI   |
| Le Mans-1          | Nelly Heuzé               |       | PS    |
| Le Mans-1          | Claude Petit-Lassay       |       | PS    |
| Le Mans-2          | Mélina Elshoud            |       | PS    |
| Le Mans-2          | Éric Marchand             |       | DVG   |
| Le Mans-3          | Jean-Michel Batailler     |       | LR    |
| Le Mans-3          | Véronique Rivron          |       | LR    |
| Le Mans-4          | Lydia Hamonou-Boiroux     |       | PS    |
| Le Mans-4          | Christophe Rouillon       |       | PS    |
| Le Mans-5          | Yves Calippe              |       | PCF   |
| Le Mans-5          | Jacqueline Pedoya         |       | PS    |
| Le Mans-6          | Christophe Counil         |       | PS    |
| Le Mans-6          | Isabelle Cozic-Guillaume  |       | PS    |
| Le Mans-7          | Gilles Leproust           |       | PCF   |
| Le Mans-7          | Elen Debost               |       | EÉLV  |
| Sablé-sur-Sarthe   | Daniel Chevalier          |       | LR    |
| Sablé-sur-Sarthe   | Martine Crnkovic          |       | DVD   |
| Saint-Calais       | Dominique Le Mèner        |       | LR    |
| Saint-Calais       | Françoise Lelong          |       | DVD   |
| Savigné-l'Évêque   | Christophe Chaudun        |       | PS    |
| Savigné-l'Évêque   | Isabelle Lemeunier        |       | PS    |
| Sillé-le-Guillaume | Gérard Galpin             |       | LR    |
| Sillé-le-Guillaume | Fabienne Labrette-Ménager |       | LR    |
| La Suze-sur-Sarthe | Delphine Delahaye         |       | DVD   |
| La Suze-sur-Sarthe | Emmanuel Franco           |       | LR    |

De mars 2015 à juin 2016 le canton du Mans-7 est représenté par un binôme socialiste (Paul Létard  et Sylvie Tolmont. À la suite de l'annulation de l'élection, ils sont battus au second tour de la partielle par Gilles Leproust (PCF) et Elen Debost (EÉLV).

## Liste des conseillers généraux de laSartheavant 2015
| Canton                             | Circ* | Conseiller général        | Parti | Parti | Série |
| ---------------------------------- | ----- | ------------------------- | ----- | ----- | ----- |
| Arrondissement de La Flèche        |       |                           |       |       |       |
| canton de Brûlon                   | 4     | Fabien Lorne              |       | UMP   | 2008  |
| canton de La Chartre-sur-le-Loir   | 3     | Gérard Brault             |       | PCF   | 2011  |
| canton de Château-du-Loir          | 3     | Béatrice Pavy             |       | UMP   | 2008  |
| canton de La Flèche                | 3     | Nadine Grelet-Certenais   |       | PS    | 2008  |
| canton du Grand-Lucé               | 3     | Régis Vallienne           |       | DVD   | 2011  |
| canton du Lude                     | 3     | Louis-Jean de Nicolaÿ     |       | UMP   | 2011  |
| canton de Loué                     | 4     | Michel Drouin             |       | UMP   | 2008  |
| canton de Malicorne-sur-Sarthe     | 4     | Chantal Albagli           |       | UMP   | 2011  |
| canton de Mayet                    | 3     | Michel Royer              |       | DVD   | 2008  |
| canton de Pontvallain              | 3     | Gérard Véron              |       | DVD   | 2008  |
| canton de Sablé-sur-Sarthe         | 4     | Pierre Touchard           |       | UMP   | 2011  |
| canton de La Suze-sur-Sarthe       | 4     | Gérard Saudubray          |       | PS    | 2008  |
| Arrondissement de Mamers           |       |                           |       |       |       |
| canton de Beaumont-sur-Sarthe      | 1     | Jean-Pierre Rossard       |       | DVG   | 2011  |
| canton de Bonnétable               | 5     | Jean-Pierre Vogel         |       | DVD   | 2008  |
| canton de Bouloire                 | 2     | Michel Paumier            |       | DVD   | 2008  |
| canton de Conlie                   | 1     | Joël Metenier             |       | UMP   | 2011  |
| canton de La Ferté-Bernard         | 5     | Charles Somaré            |       | DVD   | 2008  |
| canton de La Fresnaye-sur-Chédouet | 5     | André Trottet             |       | UMP   | 2008  |
| canton de Fresnay-sur-Sarthe       | 1     | Fabienne Labrette-Ménager |       | UMP   | 2008  |
| canton de Mamers                   | 5     | Jean-Pierre Chauveau      |       | UMP   | 2011  |
| canton de Marolles-les-Braults     | 5     | Nicole Agasse             |       | UMP   | 2011  |
| canton de Montfort-le-Gesnois      | 2     | Christophe Chaudun        |       | PS    | 2011  |
| canton de Montmirail               | 5     | Dominique Le Mèner        |       | UMP   | 2008  |
| canton de Saint-Calais             | 3     | Michel Letellier          |       | DVG   | 2011  |
| canton de Saint-Paterne            | 1     | Bernard Petiot            |       | UMP   | 2011  |
| canton de Sillé-le-Guillaume       | 1     | Michel Quillet            |       | PRG   | 2008  |
| canton de Tuffé                    | 5     | Marie-Thérèse Leroux      |       | DVD   | 2011  |
| canton de Vibraye                  | 5     | Jacky Breton              |       | PS    | 2008  |
| Arrondissement du Mans             |       |                           |       |       |       |
| canton d'Allonnes                  | 4     | Gilles Leproust           |       | PCF   | 2011  |
| canton de Ballon                   | 5     | Yannick Rebré             |       | PS    | 2008  |
| canton d'Écommoy                   | 3     | Bruno Lecomte             |       | PS    | 2008  |
| canton du Mans-Centre              | 1     | Véronique Poisson-Rivron  |       | DVD   | 2011  |
| canton du Mans-Est-Campagne        | 2     | Jean-Luc Fontaine         |       | PS    | 2011  |
| canton du Mans-Nord-Campagne       | 5     | Christophe Rouillon       |       | PS    | 2011  |
| canton du Mans-Nord-Ville          | 5     | Jean-Marie Geveaux        |       | UMP   | 2008  |
| canton du Mans-Nord-Ouest          | 1     | Christiane N'Kaloulou     |       | PS    | 2011  |
| canton du Mans-Ouest               | 4     | Nelly Heuzé               |       | PS    | 2008  |
| canton du Mans-Sud-Est             | 2     | Christophe Counil         |       | PS    | 2011  |
| canton du Mans-Sud-Ouest           | 2     | André Langevin            |       | PS    | 2008  |
| canton du Mans-Ville-Est           | 2     | Jacqueline Pedoya         |       | PS    | 2008  |